# 防勢作戦
防勢作戦（ぼうせいさくせん、英: Defensive operations）は、敵の攻勢を待ち構えてその企図を破砕しようとする作戦。通常、数次にわたる防御によるか、あるいはこれに攻撃その他の戦術行動を併用する。

## 概要
一般に、決戦は攻勢作戦によることが多いのに対し、持久戦は防勢作戦によることが多い。勢力の劣勢を補いつつ時間の余裕を獲得し、あるいは敵の攻勢を破砕することができる一方、敵に決定的打撃を与えることが困難である。このため、陸上自衛隊の『野外令』では、攻勢作戦に転移しての決戦を究極目的として、このための時間的猶予の獲得、特定地域の確保、敵戦闘力の撃破などを図るものとして記述している。
防勢作戦の大きなデメリットが、受動に陥り行動の自由を失いやすいという点である。主導的に防勢作戦を指導するためには、計画性、柔軟性および積極性の保持が要件となる。

## 特性

### 準備
防者は攻者よりも早く戦地に到着し、その戦闘の準備に時間的な猶予を得ることができ、また戦闘の初期段階においては防者はより優位な地形を選定して占拠するために有利に戦闘力を発揮することが可能である。ここでの準備とは、部隊の適切な配置、築城などの工事による地形の改善、計画の立案、部隊の火力や機動の組織化、戦闘前の演習、部隊を防護するための諸手段の実施などを指す。また予備部隊の運用、防空戦の準備、偵察などの情報活動の実施、敵の誘致、敵の捜索なども行うことが出来る。

### 安全
防勢は一般的に部隊の安全を確保する。敵と最大限の戦闘力で戦闘するために、指揮官は接触する以前には出来るだけ部隊を保全しなければならない。しかしながら何の準備も施されていない地域において部隊は物的にも心的にも消耗していき、さらに戦闘が発生すれば防御が準備された場合よりも多大な消耗が強いられる。故に防御は部隊の安全性をより高めると考えられている。

### 混乱
防者は戦闘力の量的な優位性を以って敵の攻勢の速度や連携、さらに敵の攻勢の意思を減衰させることが可能である。これは主に攻勢の破砕、敵の誘致、敵の孤立化・分散化、敵の戦闘隊形の攪乱などによってもたらすものであり、また攻者の火力支援、兵站、C4Iシステムの混乱・破壊などの手段も含まれる。

### 柔軟
防勢作戦は柔軟な計画と機敏な実施に長ける。攻者はまずいつ、どこで戦いを求めるのかを状況判断に基づいて決心するが、同等の戦力を持つ防者はこれを効果的に撃退することが常に可能である。戦術的な柔軟性であり、防者は選択上の優位性を得ることとなる。また攻勢を一度制御することに成功すれば、敵を無防備な態勢に追いやることも出来る。また攻者の勢いが殺がれた機会を捉えて予備戦力を以って逆襲し、部分的に攻撃転移に移ることによってさらに戦果を拡張することも可能である。